# Marsgestein

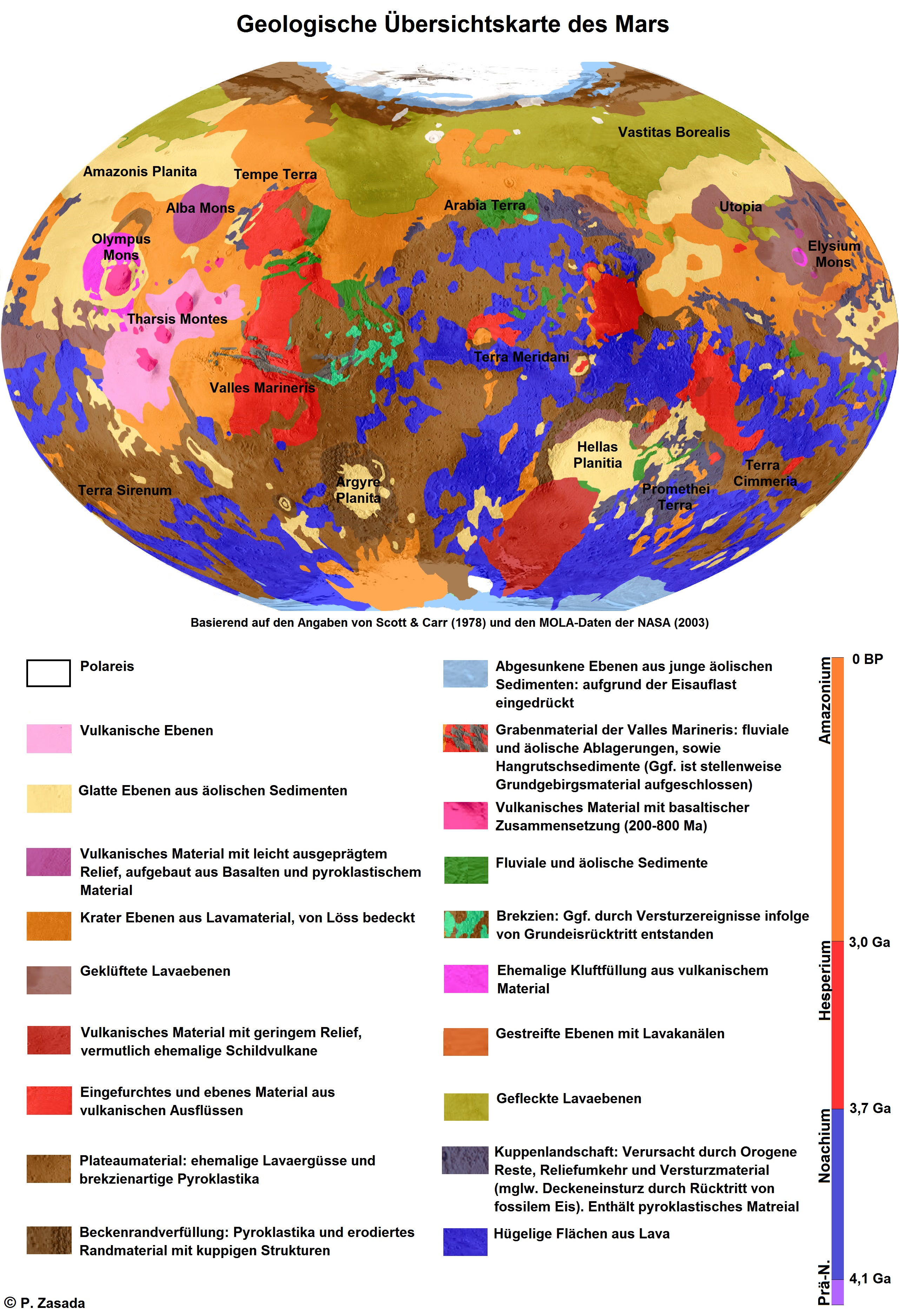
Geologische Übersichtskarte des Mars (Vereinfacht)

Marsgestein ist eine Sammelbezeichnung für die Gesteine des Planeten Mars. Entsprechend der Lage des Mars innerhalb des Sonnensystems – in der Zone der terrestrischen Planeten – sind auf seiner Oberfläche, wie auch auf Merkur, Venus, Erde und dem Erdmond, vor allem silikatische Gesteine zu erwarten. Diese können, wie auf der Erde, vulkanisch-plutonischen Ursprungs, metamorph oder sedimentär sein.
Am weitesten verbreitet sind aus dem Mantel aufgestiegene Basalte und einige quarzreichere Tiefengesteine wie Andesit, ferner Olivin und diverse Konglomerate. Einen Teil der Marsoberfläche bedeckt der dem Mondstaub ähnliche Regolith.

## Kenntnisstand

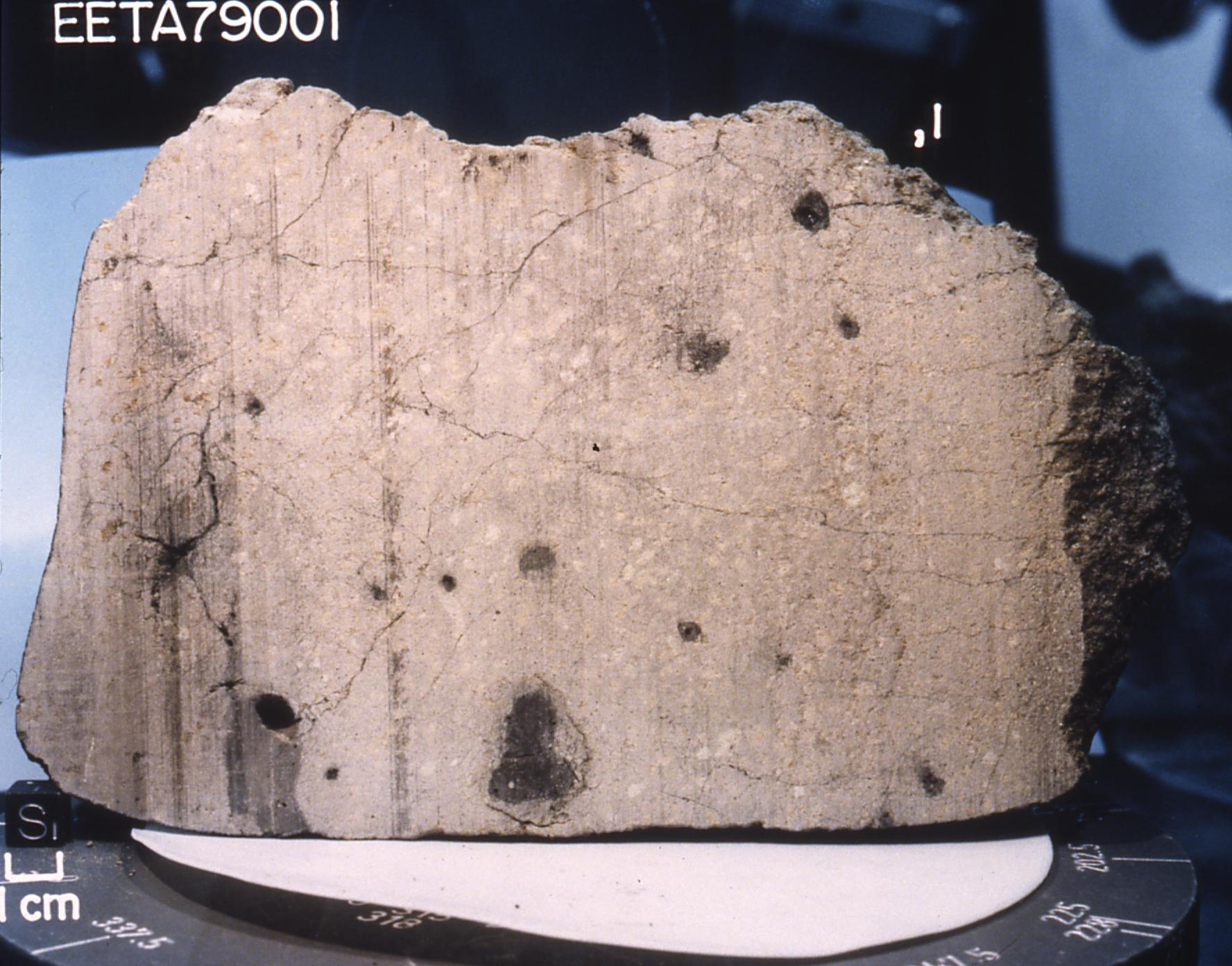
Marsmeteorit EETA79001, eine der wenigen Gesteinsproben vom Mars. (Foto: NASA)

Schon seit längerer Zeit kennen die Wissenschaftler direkte Gesteinsproben vom Mars in Gestalt einiger Marsmeteorite. Auf der Erde wurde eine Reihe von Meteoriten entdeckt, deren chemische Zusammensetzung darauf schließen ließ, dass sie vom Mars stammen. Man fand darin kleine Gaseinschlüsse und konnte Isotopenverhältnisse feststellen, wie sie Raumsonden in der Marsatmosphäre gemessen haben.
Weitere Analysen von Marsgestein wurden von einigen Marsmissionen durchgeführt, bei denen Gesteine direkt an der Marsoberfläche mit Robotern von Landegeräten untersucht wurden. Die ersten solchen Ergebnisse erzielte 1997 der vom US-Planetologen Matt Golombek entworfene Analysator des Mars Pathfinder. Eine Probennahme mit Rückkehr zur Erde dürfte jedoch frühestens in einigen Jahren möglich sein (siehe auch die geplante Mission Mars Sample Return).
Aufschluss über die Gesteine des Mars geben einige indirekte Methoden, darunter die optische Beobachtung mittels hochauflösenden Aufnahmen der Marsoberfläche, die Rückschlüsse über die geologischen Vorgänge auf dem Mars und damit auch über die möglicherweise dabei entstehenden Gesteine zulassen. Weitere Informationen werden aus spektrometrischen Untersuchungen gewonnen, die Auskunft über die Zusammensetzung der Oberfläche geben können.

## Vulkanische Gesteine
Vulkanische Gesteine kommen vor allem in den riesigen Schildvulkanen der Tharsis-Region und ihrer Umgebung auf der westlichen sowie der Elysium-Region auf der östlichen Halbkugel des Mars vor. Die nördlichen Tieflandregionen bestehen möglicherweise aus hydratisierten und umgewandelten Basalten oder Andesiten. Im südlichen Hochland lassen die Ergebnisse der spektroskopischen Untersuchungen auf das Vorkommen von Olivin und Pyroxen schließen, die vulkanischen Gesteinen entstammen.
Des Weiteren kann angenommen werden, dass angesichts der früheren, durch Vulkane belegten vulkanischen Aktivität auch geschichtete Tuffite vorkommen sollten, die Ablagerungen von vulkanischen Aschen- und Gesteinsregen darstellen (Pyroklastika).

## Metamorphe Gesteine
Die Existenz metamorpher Gesteine auf dem Mars ist bis jetzt noch nicht völlig sicher bewiesen. Sicher ist, dass die Einschläge von Meteoriten zu einer Impaktmetamorphose geführt haben. Die Existenz von kontaktmetamorphen Gesteinen ist zumindest lokal aufgrund der magmatischen Vorgänge anzunehmen. Direkte Beweise für Regionalmetamorphose infolge von Gebirgsbildungen und ähnlichen Vorgängen sind bisher nicht bekannt. Analysen von Marsgesteinen durch die Mars-Pathfinder-Mission konnten nicht eindeutig nachweisen, auf welche Vorgänge die analysierten Felsen Barnacle Bill und Yogi zurückgehen, eine metamorphe Herkunft ist nicht ausgeschlossen.

## Sedimentgesteine
Auf dem gesamten Planeten sind bedeutende Massen von Regolith vorhanden, die in Teilen als metamorphe Gesteine angesehen werden können, und ein Gemenge zermahlener und teilweise aufgeschmolzener Gesteine darstellen, wie sie beim Einschlag größerer Meteoriten entstehen. Der größte Teil des Mars-Regoliths ist allerdings durch chemische und physikalische Verwitterung entstanden und besteht aus einem Gemisch aus Staub und Eis.
Vorherrschend sind äolische Sedimente, die durch das Verwehen von Sand- und Staubmassen durch die auf dem Mars üblichen heftigen atmosphärischen Bewegungen und deren Ablagerung entstehen. Schon aus der Umlaufbahn sind ausgedehnte Dünenfelder zu erkennen. Die Zusammensetzung der Sedimentgesteine entspricht der von Evaporiten, als Minerale werden Sulfate wie Kieserit angenommen, Gips scheint eine große Rolle zu spielen. Die rote Farbe der Böden, die auch die Farbe des Mars ist, wird auf die Existenz von fein verteiltem Hämatit zurückgeführt.

## Bildungen durch Wassereinfluss
Darüber hinaus sind in vielen Regionen des Mars Oberflächenformen zu erkennen, die auf die Wirkung fließenden Wassers zurückgeführt werden. Eine mögliche Ursache wären auch Effekte von kryoklastischen Strömen, die durch plötzliche Druckentlastung eines Gemenges von Trockeneis und Klathraten entstehen könnten.
Seit den Untersuchungen der NASA-Roversonde Opportunity (Landung 2004 in der Tiefebene Meridiani Planum) sind Sedimentite bekannt, die in offenem Oberflächenwasser entstanden sein können. Dabei kommen sowohl klastische Lagen mit Rippelmarken (ähnlich irdischen Sand- oder Siltsteinen) als auch möglicherweise aus dem Wasser ausgefällte chemische Sedimente (Sulfate) vor. Besonders bemerkenswert sind die dort vorgefundenen kugeligen, maximal zentimetergroßen Hämatitkonkretionen (blueberries), die auf der Erde nur unter Wassereinwirkung und möglicherweise unter Beteiligung biologischer Prozesse (Bakterien) entstehen. Die Interpretation der Opportunity-Ergebnisse ist unter Wissenschaftlern umstritten.

## Methanquellen
Seit längerem wird gerätselt, woher das in der Marsatmosphäre feststellbare Methan kommt. Etwa 2–3 Millionen Tonnen müssten aus geologischen „Methanquellen“ stammen, wofür aktiver Vulkanismus, frühere Einschläge von Kometen oder auch methanproduzierende Mikroorganismen in Betracht kommen.
Möglich wäre auch eine geothermische Reaktion wie die Serpentinisierung. Daran beteiligte Elemente sind Wasser, Kohlendioxid und das Mineral Olivin, das häufig auf dem Mars vorkommt.